# 電気工学

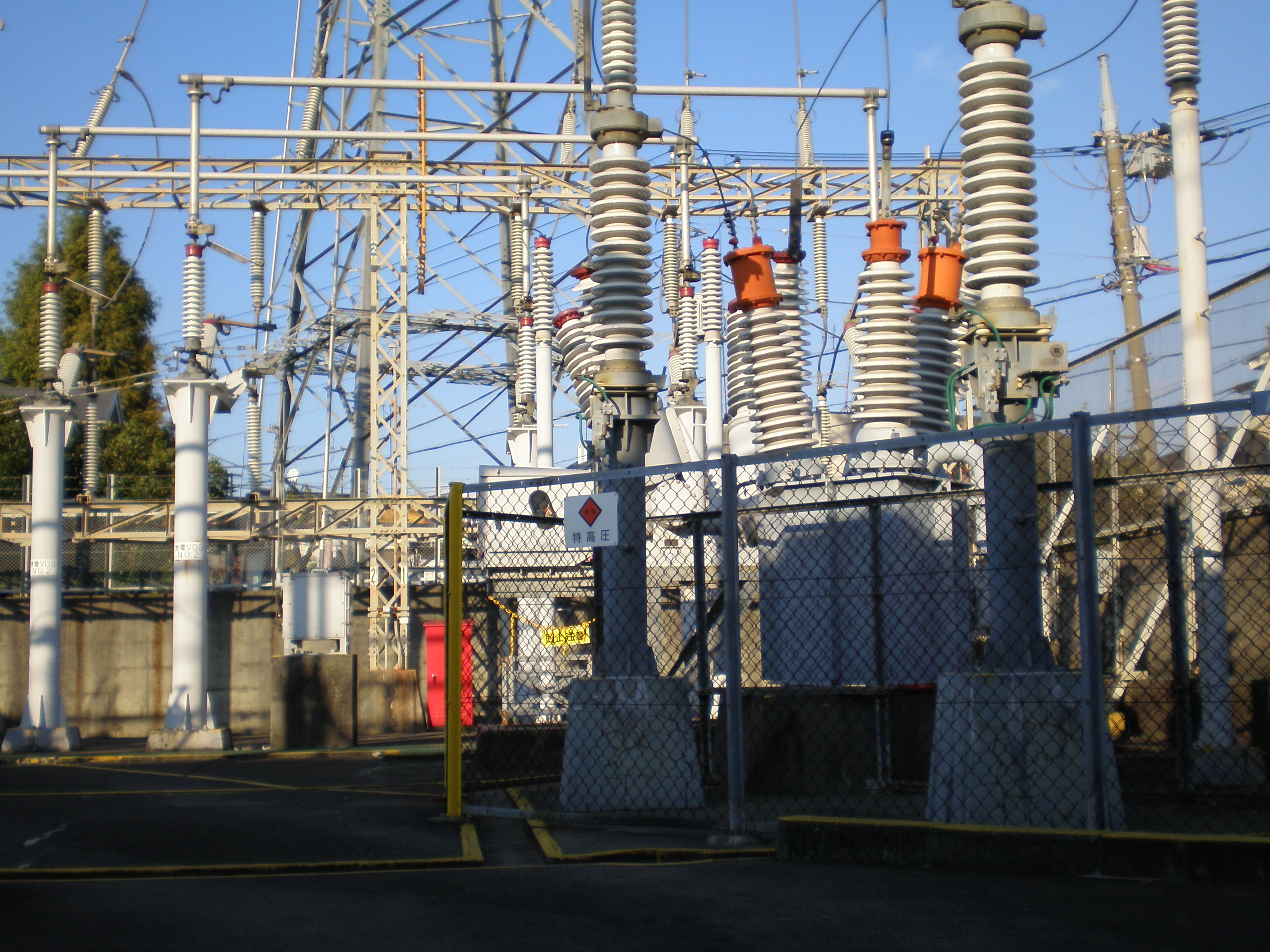
電気工学は、複雑な電力系の設計から…

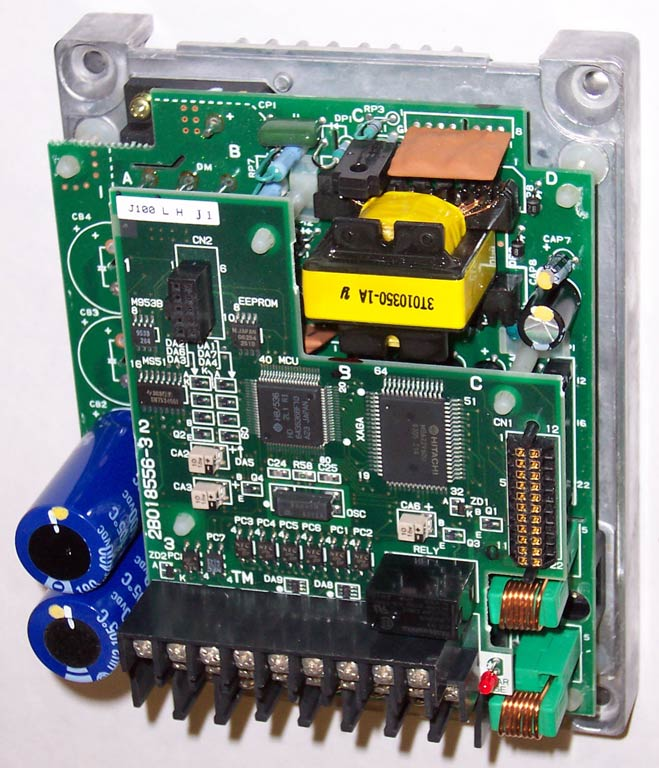
… 電子回路の設計まで含む。

電気工学（でんきこうがく、英: electrical engineering）は、電気や磁気、光（電磁波）の研究や応用を取り扱う工学分野である。電気磁気現象が広汎な応用範囲を持つ根源的な現象であるため、通信工学、電子工学をはじめ、派生した技術でそれぞれまた学問分野を形成している。電気の特徴として「エネルギーの輸送手段」としても「情報の伝達媒体」としても大変有用であることが挙げられる。この観点から、前者を「強電」、後者を「弱電」と二分される。

## 歴史

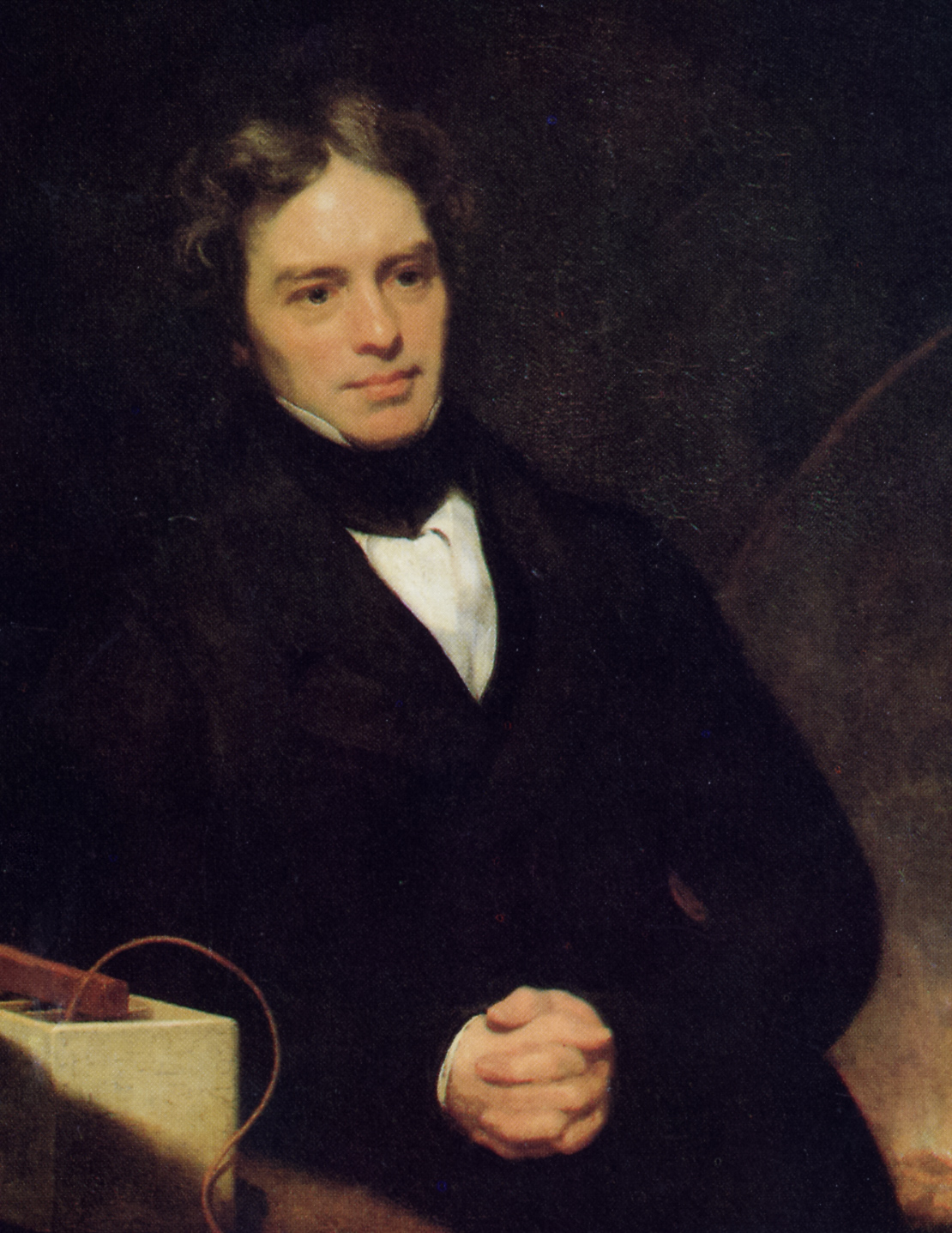
マイケル・ファラデーの発見が電動機技術の基盤を築いた。

電気は17世紀初めごろには科学の興味の対象となっていた。世界初の電気工学者は「ベルソリウム」を設計したウィリアム・ギルバートといわれている。ベルソリウムは静電気を帯びている物体を検出する機器である。彼はまた、磁力と静電気を明確に区別した最初の人物であり、「electricity（エレクトリシティ）」（電気）という用語を確立した人物と言われている。1775年、アレッサンドロ・ボルタは電荷を蓄える電気盆を世に知らしめ、1800年には電池の先駆けであるボルタ電池を開発した。
しかし、電気に関する研究が本格化するのは19世紀になってからである。ゲオルグ・オームは1827年、導体における電流と電位差の関係を定式化した（オームの法則）。1831年、マイケル・ファラデーは電磁誘導現象を発見した。ジェームズ・クラーク・マクスウェルは電気と磁気の統一理論を確立し、1873年に “Electricity and Magnetism”（抄訳「電気と磁気」）という論文を発表した。

### 電気工学教育の誕生と電力の商業化

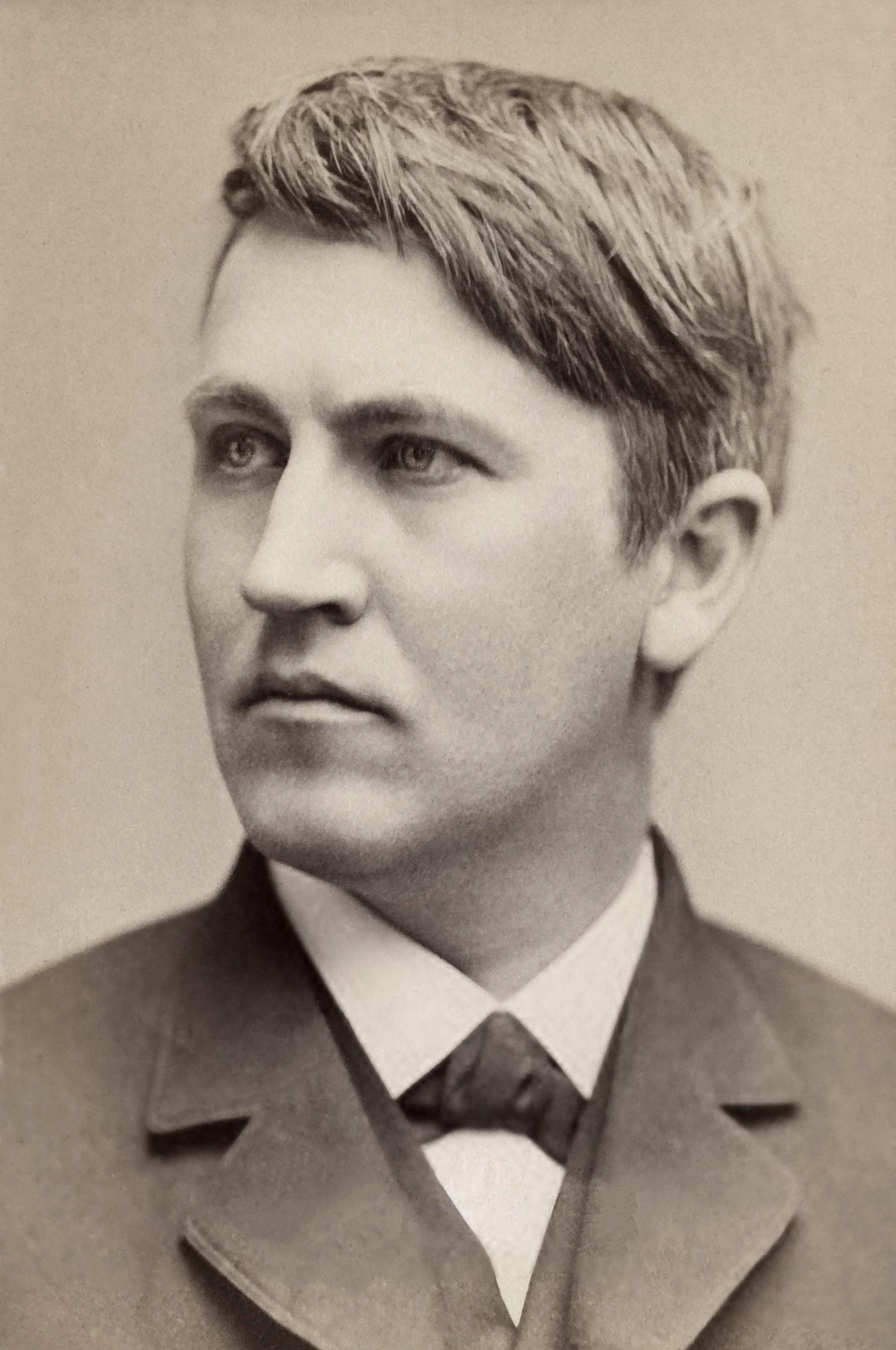
トーマス・エジソンは世界初の大規模電力供給網を構築した。

そのころ、電気の研究は物理学の一分野とみなされていた。電気工学が大学の学科となるのは19世紀末ごろである。1882年、ダルムシュタット工科大学が世界初の電気工学科を創設した。また同年、マサチューセッツ工科大学でも物理学部で電気工学の学位を選択できるようになった。1883年、ダルムシュタット工科大学とコーネル大学で世界初の電気工学のカリキュラムを導入し、1885年にはイギリス初の電気工学科がユニヴァーシティ・カレッジ・ロンドンに創設された。1886年、アメリカ合衆国初の電気工学科をミズーリ大学コロンビア校が創設した。日本では、工部省工学寮工学校電信科が1871年に発足しているが、これが東京大学工芸学部と統合されて帝国大学工科大学（後の東京大学工学部）となったのは1886年のことだった。

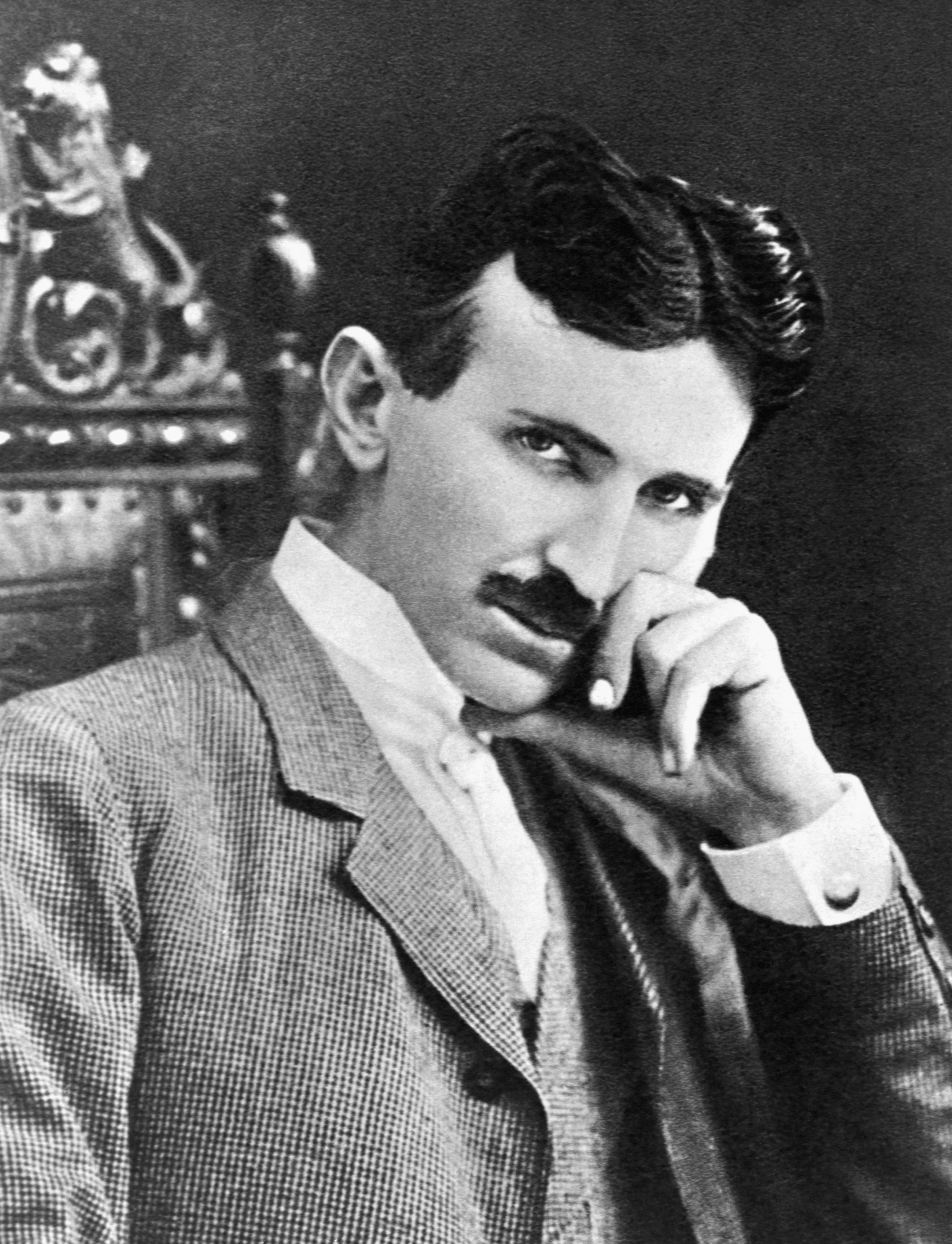
ニコラ・テスラは長距離送電網を実現可能とした。

同じころ、電気工学は劇的な発展を遂げる。1882年、トーマス・エジソンはマンハッタンの59の顧客に直流110ボルトの電力を供給する世界初の電力供給網を完成させた。1884年、チャールズ・アルジャーノン・パーソンズが蒸気タービンを発明し、これが今日では電力の80%を生み出している。1887年、ニコラ・テスラは、エジソンの直流方式と競合する交流による電力供給方式について複数の特許を取得している。その後、直流と交流のどちらが送電方式としてふさわしいかについて、エジソンとテスラの間で電流戦争と呼ばれる激しい対立が生じた。この対立は結局、送電効率と送電距離の長さという面で優れていた交流の勝利に終わった。
この2人は、他にも様々な業績を残している。テスラは誘導電動機や多相交流について業績を残し、後の研究に影響を与えた。エジソンは電信で業績を残し、特に株価を電信で知らせ、それを紙テープに記録に残す装置 stock ticker を製品化し、その収益でゼネラル・エレクトリック社が生まれた。しかし、19世紀末には電気工学にさらなる進展をもたらす重要な人々が登場しつつあった。

### 無線工学の勃興
ラジオの開発においては、多数の科学者や発明家が無線技術や電子工学に貢献している。1881年、ハインリヒ・ヘルツは電磁波の発生と検出を行う電気装置を製作して極超短波の実験を行った。1895年、ニコラ・テスラはニューヨーク市内の自身の実験室から発信した電波をウェストポイントで受信する実験に成功した（距離は80.4km）。1897年、フェルディナント・ブラウンはオシロスコープの一部としてブラウン管を発明し、これが後のテレビを生むことになる。ジョン・フレミングは1904年、最初の真空管（二極管）を発明した。2年後、ロベルト・フォン・リーベンとリー・ド・フォレストがそれぞれ独自に増幅効果のある三極管を発明した。
1895年、グリエルモ・マルコーニはヘルツの無線技術をさらに進展させた。まず彼は約1.5マイルの距離での無線信号の送受信実験を行った。1901年12月、マルコーニは地表面の曲率に影響されない無線電波を送信し、大西洋を横断する無線通信に成功した（距離は約3400km）。

### その後の進展
1920年、アルバート・ハルがマグネトロンを開発し、1946年のパーシー・スペンサーによる電子レンジ開発の元となった。1934年、イギリス軍はレーダー（これもマグネトロンを応用したもの）の開発に着手し、1936年8月にはBawdseyで世界初のレーダー基地の運用が始まった。
1941年、コンラート・ツーゼは世界初のプログラム可能な完全自動計算機Z3を公開した。1946年にはジョン・プレスパー・エッカートとジョン・モークリーのENIACが続き、コンピュータ時代が始まった。コンピュータの計算能力によって、様々な新技術の開発が可能となり、アポロ計画とその月面着陸もコンピュータがあるからこそ可能になった。
1947年、ウィリアム・ショックレー、ジョン・バーディーン、ウォルター・ブラッテンがトランジスタを発明し、より小型の機器を開発する電子工学や半導体工学への道が開かれた。

## 電気工学と関連分野の発展
電気工学の源流は基礎理論としての電気回路学と実用としての電力工学である。次に情報の伝達の観点から通信工学が派生する。通信工学の発展の過程で増幅器、高周波発振のための真空管が発達し、1940年ごろの半導体による固体増幅素子の発明があり電子工学が生まれる。電子工学の利用方法として論理演算の機械化が可能になり、ここからコンピュータを利用した情報工学が起こる。また電気回路学の周波数応答の研究から、制御工学が派生している。

### 電力工学

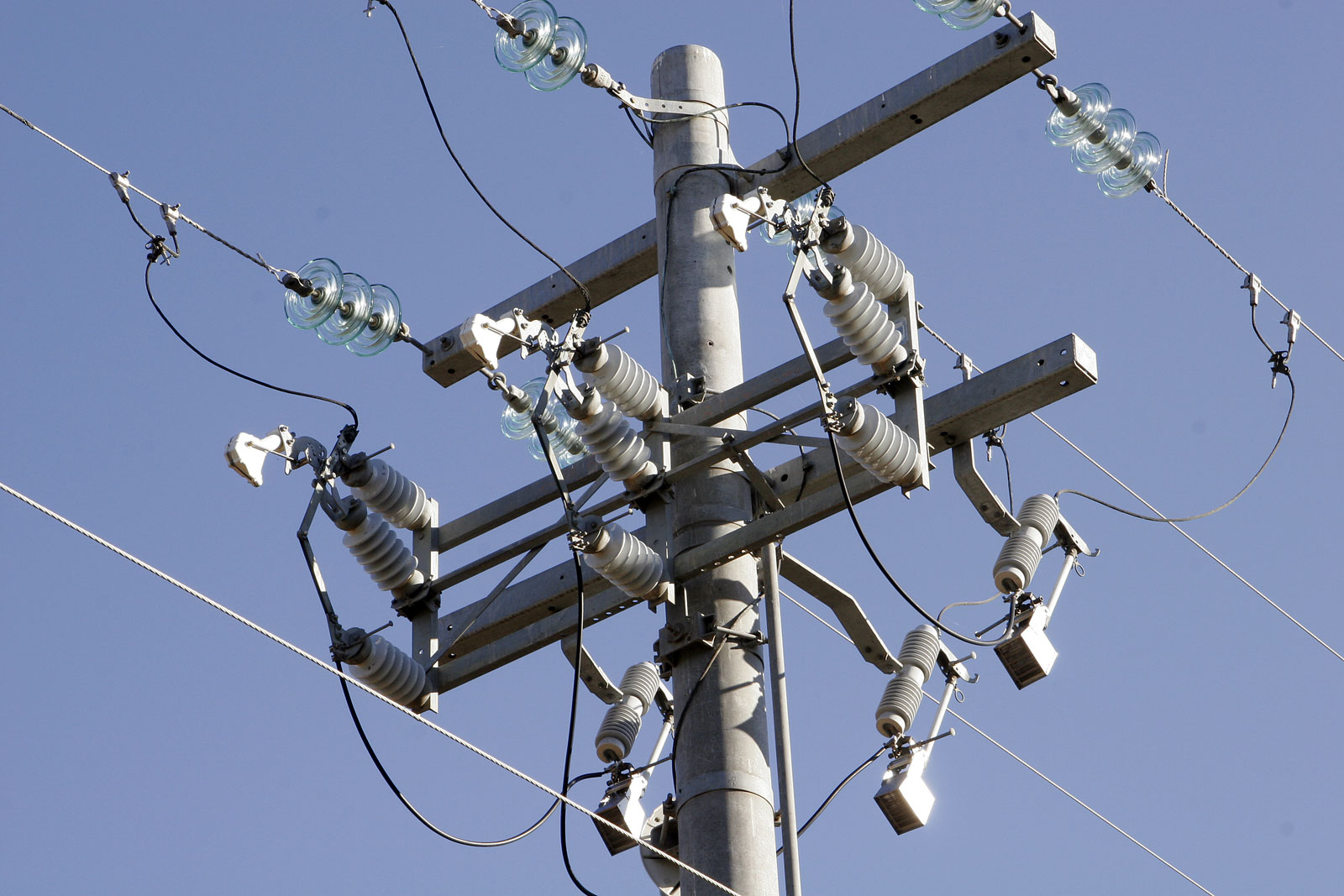
電柱

電力工学は、電気のエネルギーとしての利用に関する工学である。エネルギーの発生としての発電と電力流通としての送電が2大テーマで、高電圧・大電流に耐えうる電力回路、絶縁体などの電気材料について取り扱う。変圧器、発電機、発動機、高電圧工学、パワーエレクトロニクスなどを含む。多くの国では、発電・送電・配電の電力網を政府が維持管理している。利用者は電力網からエネルギーを購入でき、自前で発電するコストを抑えることができる。電力工学者は電力網および電力網に接続する電力システムの設計や保守を研究している。電力システムは電力網に電力を供給するものと電力網から電力を引き出すものがある（あるいは、両方同時に行うものもある）。電力網に接続しない電力システムも研究対象である。リアルタイムのフィードバックにより電力需要の急増に対応し停電を防ぐ人工衛星制御の電力システムなどが今後の研究課題である。

### 通信工学

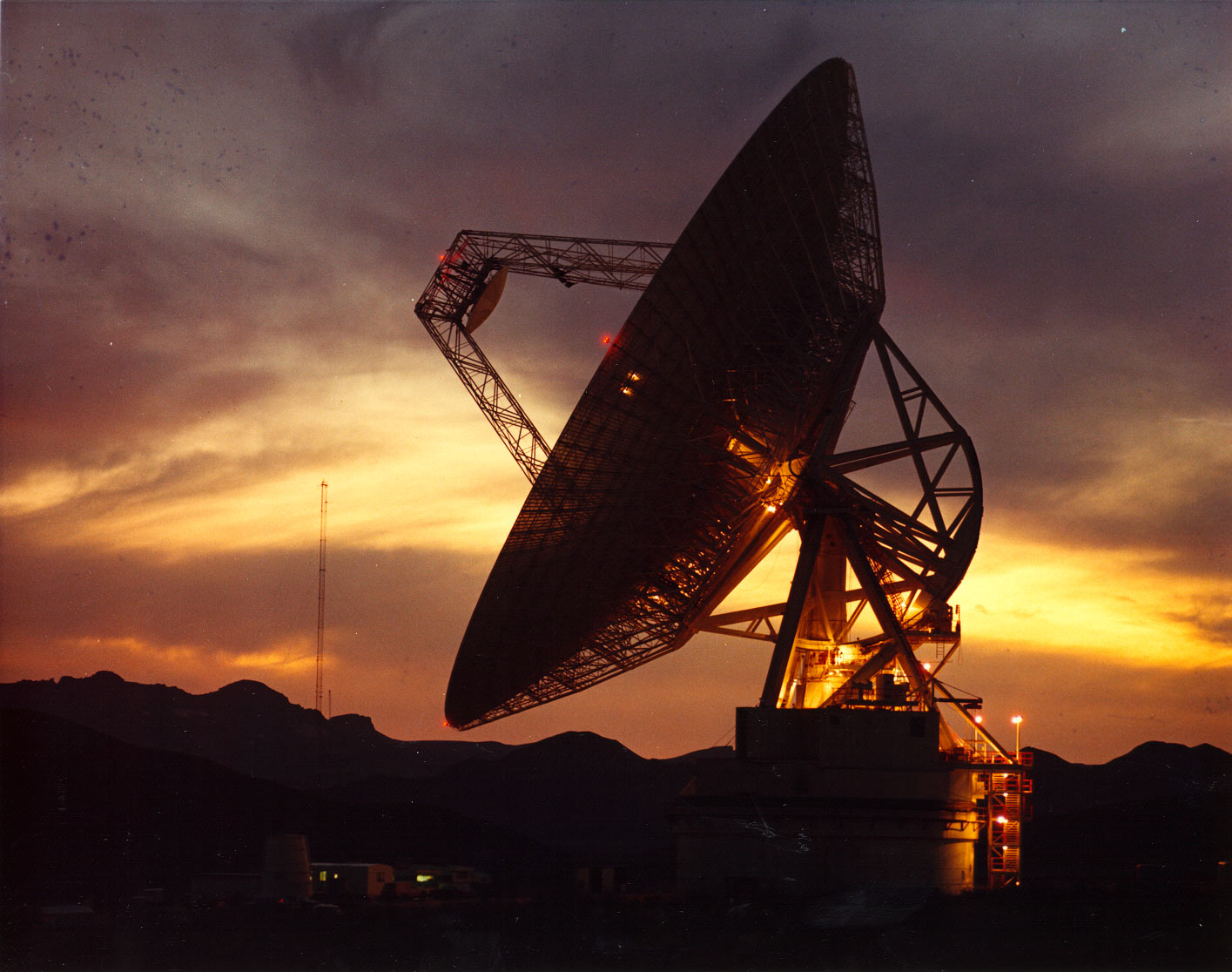
ディープスペースネットワークで使用される巨大なパラボラアンテナ

情報通信に関する分野で、電気通信、電磁気学がある。情報を一地点から別な地点に送るためには、同軸ケーブル、光ケーブルや自由空間などの伝送路を必要とする。これら伝送路はマクスウェルの方程式をはじめとする電磁気学の法則を用いて正確に記述することができる。自由空間での通信の場合、伝送に適した搬送周波数に情報を変換した搬送波の形にする必要があり、それを変調と呼ぶ。変調方式には振幅変調、周波数変調などの技法がある。変調方式によってシステムのコストと性能は異なり、両者のバランスを工学者や技術者が注意深く調整する。
システムの伝送特性が決まると、次に送信機と受信機の設計を行う。送信と受信の機能を兼ね備えた機器をトランシーバーと呼ぶ。送信機の設計にあたっては、電力消費が信号強度と密接に関連している点が重要である。送信機の信号強度が不十分な場合、雑音によって情報が失われることになる。

#### 無線工学
通信工学の一分野として無線通信を対象とする無線工学がある。電磁気学の応用としてアンテナの指向性、利得に関する研究が主要テーマである。

### 電子工学

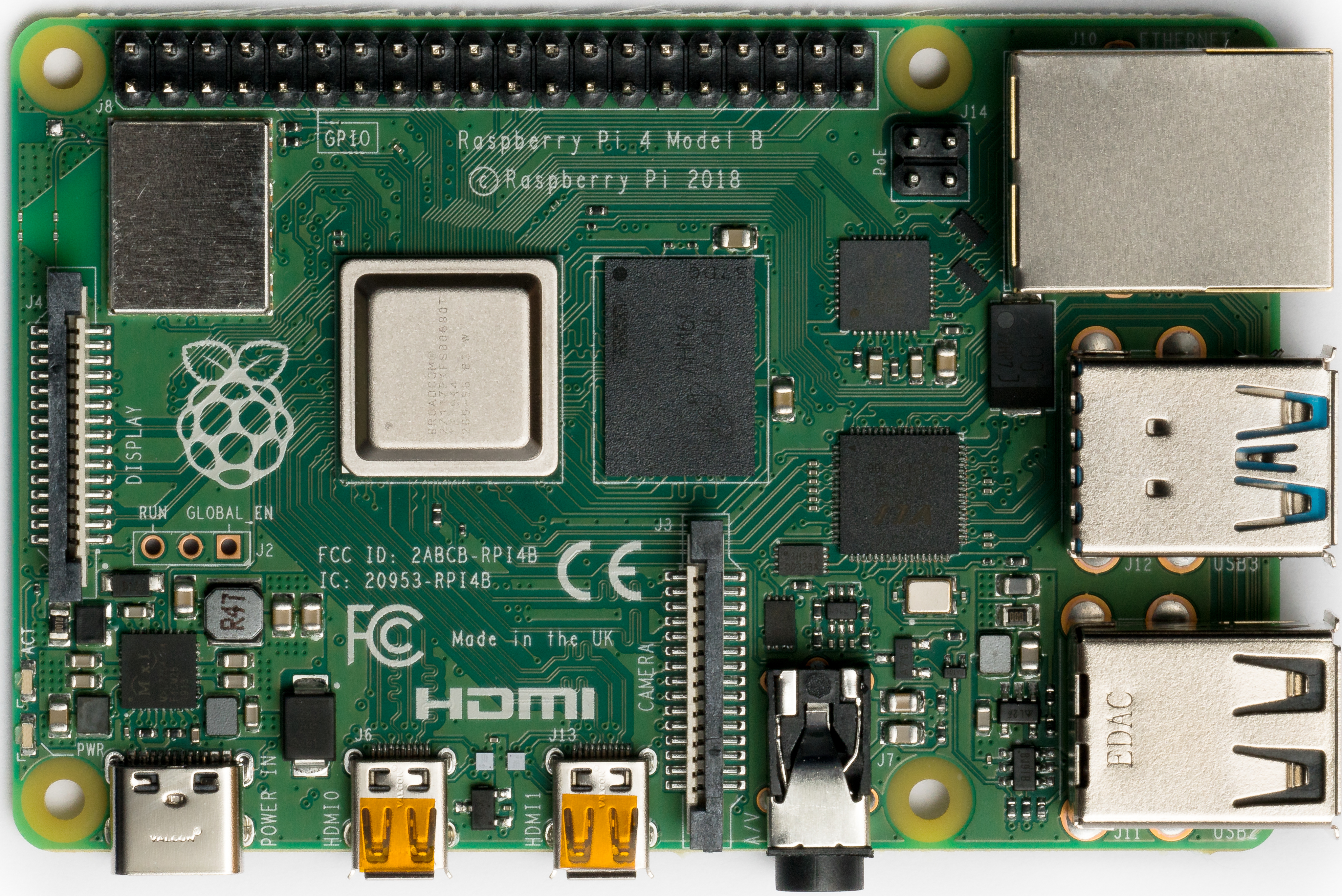
「Raspberry Pi」の回路基板

真空中、固体中や電界中、磁界中などにおける電子のふるまいを解明、理論化し、またそれをもとに、種々の電子素子、装置などの制御を行う技術。抵抗器、キャパシタ、インダクタ、トランジスタ、ダイオード、その他の半導体素子などの電子回路素子モデルをつくる。このモデルを使う目的は、回路のシミュレーションを行うためであり、その部分的な回路を組み合わせて大規模な回路を作り上げることができる。
第二次世界大戦以前は、電子工学は無線工学とほぼ同義で、応用範囲は電気通信やレーダー、ラジオ、初期のテレビなどに限られていた。戦後、民生用電子機器が開発されるようになり、テレビ、音響機器、コンピュータ、マイクロプロセッサなどの開発と共に電子工学も発展していった。1950年代末には無線工学と電子工学は完全に別の分野と認識されるようになった。
1959年の集積回路の発明以前、電子回路は個別の部品を組み合わせて構築されていた。当然ながら回路の実装に要する空間も電力も大きく、動作速度は遅かった。それでも、今もそのような回路実装の用途がある。一方集積回路はトランジスタを中心とした微小な電子部品をひとまとめにして、小さなチップ内に回路を構成する。これによってコンピュータなどの電子機器の性能が向上していった。

#### 半導体工学

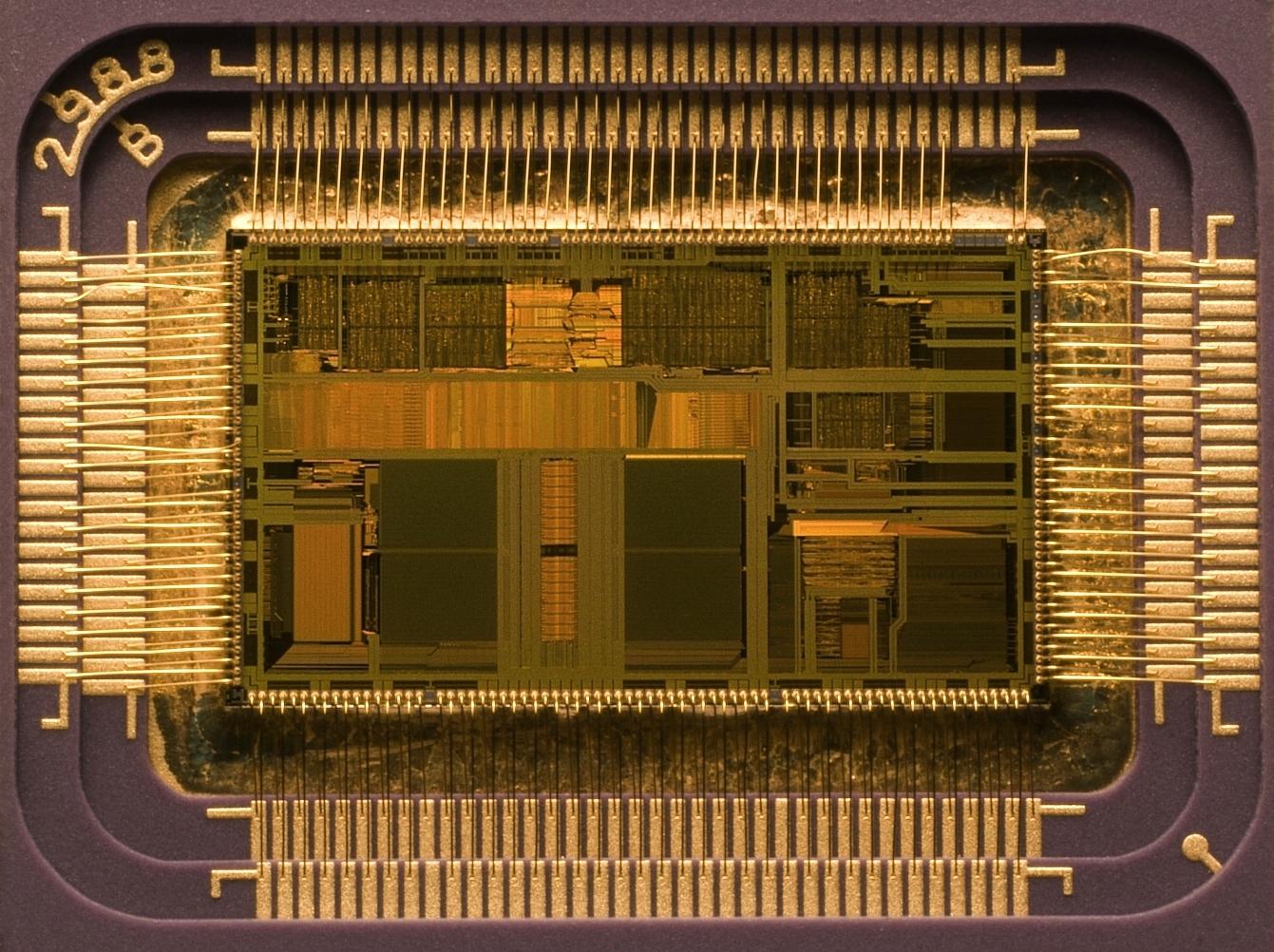
マイクロプロセッサ

半導体素子の微細化の絶え間ない進展は、VLSI製造プロセスの発展をもたらし、完全なシステムをひとつのチップに実装する技術を実現した。マイクロプロセッサはこの進展の成果で、コンピュータ工学の関連分野とかかわる。
材質に着目すると「半導体工学」だが、製造技術に着目すると「マイクロエレクトロニクス」と呼ばれる。これらはほぼ同義だが、マイクロエレクトロニクスは必ずしも半導体集積回路に限定されない。
シリコンなどの半導体ウェハーを化学的に製造する技術を含み、化学や材料工学と密接に関連する。また、微細な設計にあたっては量子力学的知識も要求される。

#### 光エレクトロニクス
電子（電気）と光子（光）の両方を取り扱う電子工学の一分野は光エレクトロニクスまたはオプトエレクトロニクスと呼ばれる。この分野で扱う光ケーブルは高速な通信システムの開発とインターネットの発展をもたらした。

### 電気計測工学・計測工学
電気計測工学は、電気的特性の正確な測定に関する分野。電気回路・電子回路の測定を行うと、被測定回路の電圧や電流に影響を与えることが避けられない。測定技術の目的は、測定回路の影響を最小化あるいは補償することである。この分野には物質の電気的特性を利用するセンサや電気＝機械的な測定手段も含まれる。前者の例としては圧力を測定するピエゾ圧電素子や温度を測定する温度に依存する電気抵抗素子がある。これらのセンサは制御工学においても用いることができる。

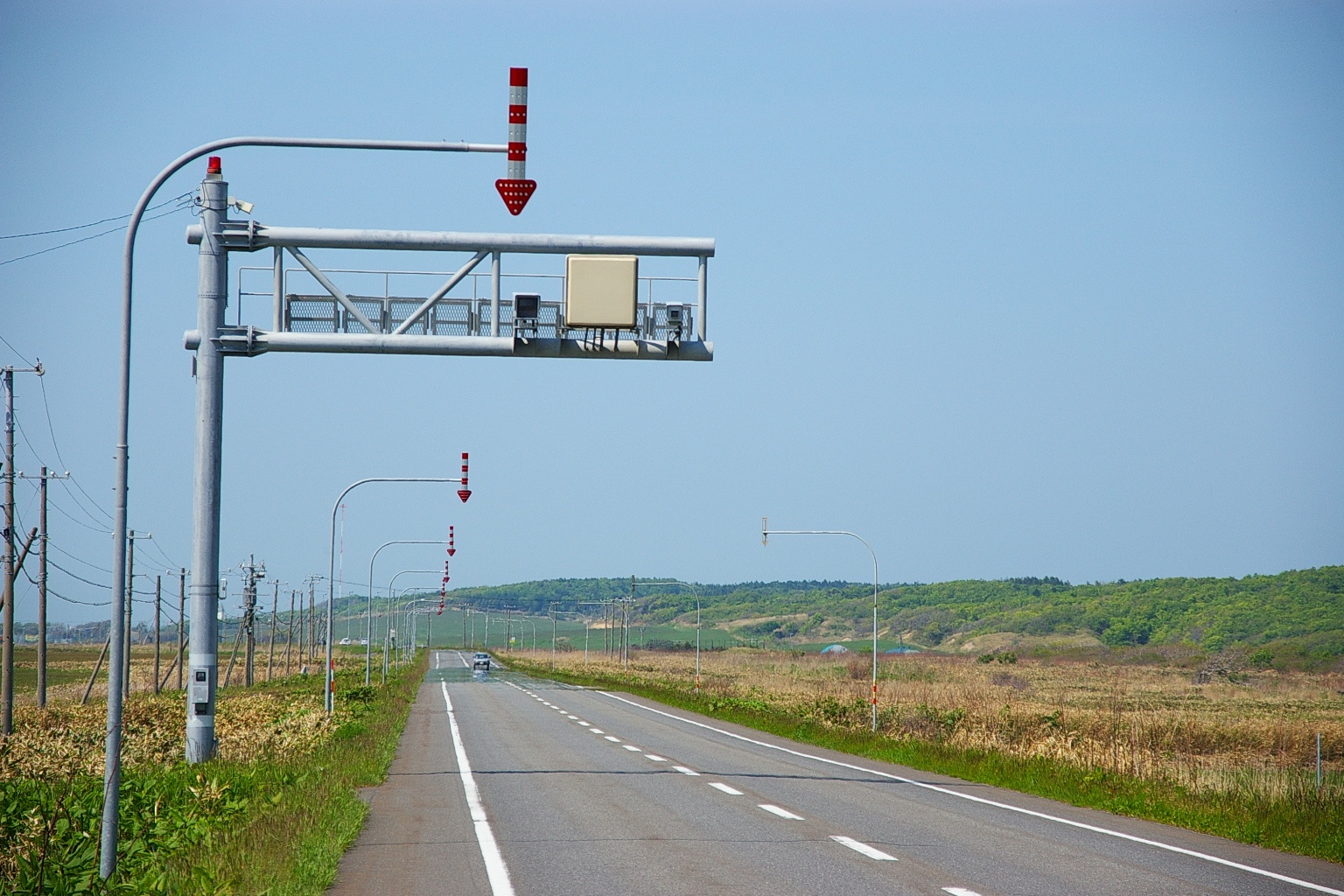
速度測定器を応用した速度違反自動取締装置

計測工学は、圧力、流れ、温度といった物理量を測定する機器の設計を扱う。そういった測定機器の設計には、電磁気学だけでなく様々な物理学の知識を必要とする。例えば、スピード測定器はドップラー効果を応用して近づいてくる自動車の速度を測定する。同様に熱電対はペルティエ-ゼーベック効果を応用して2地点間の温度差を測定する。
計測は単独ではなく、より大きな電気システムのセンサとして使われることが多い。例えば、溶鉱炉の温度を一定に保つシステムで熱電対を利用するといった場合である。このため、計測工学と制御工学は組み合わせて扱われることが多い。

### 制御工学

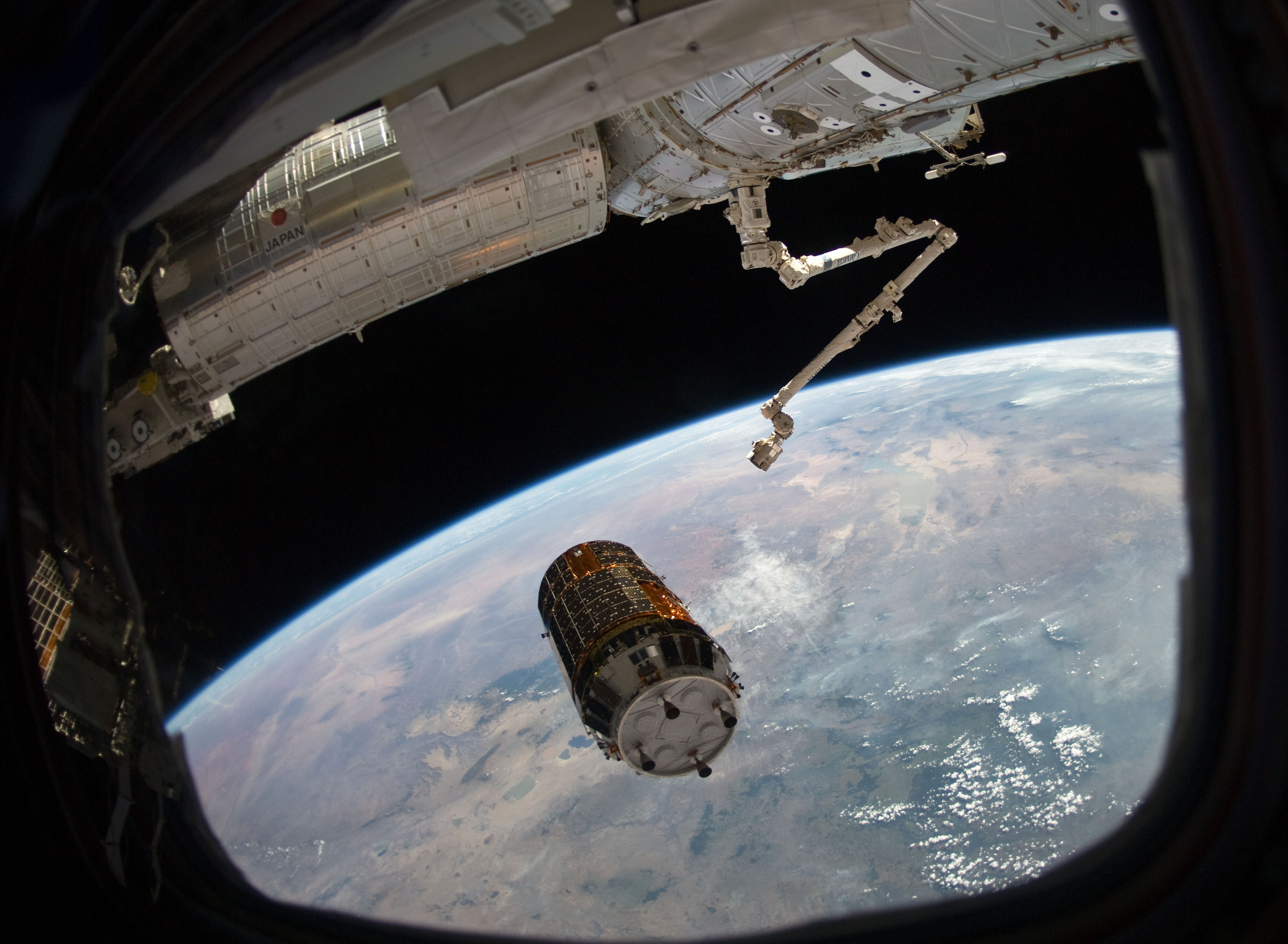
ISSに接近する宇宙ステーション補給機。制御システムは宇宙飛行において重要な役目を果たしている。

制御工学は様々な力学系をモデル化し、システムの振る舞いを望んだ形にするための制御装置の設計を行う。そのような制御装置の実装にあたって、電子回路、デジタル信号処理、マイクロコントローラ、PLCなどを使うこともある。制御工学には、旅客機のフライトシステムから自動車のクルーズコントロールまで、様々な応用がある。また、ファクトリーオートメーションでも重要な役目を果たしている。
制御システムの設計においては、フィードバックを多用する。例えば、クルーズコントロールにおいては自動車の速度を継続的に監視しフィードバックし、それによってエンジンの出力を調整している。制御理論では、あるフィードバックがあったときのシステムの応答を求めることができる。

### 信号処理

べイヤーフィルターと撮像素子による、ピクセル毎に1色ずつの情報から、ピクセル毎にRGBの情報がある画像データを生成するのも信号処理の応用のひとつである。

信号処理は信号の解析や操作を扱う分野である。信号には連続的に変化するアナログ信号と、離散的な値をとるデジタル信号がある。アナログ信号の場合、信号処理は音声信号などの増幅やフィルタリング、電気通信における信号の変調や復調を扱う。デジタル信号の場合、信号処理は標本化された信号の圧縮や誤り検出訂正を扱う。
デジタル信号処理は、既存のアナログのシステムがデジタルのシステムに置換されていくにつれて、その応用範囲が電力、通信、放送、医療など急激に拡大している。
かつてアナログ信号処理はアナログのハードウェアで実装されたシステムの設計を数学的に表すだけのものだったが、デジタル信号処理は設計を数学的に記述するだけでなく、ハードウェア問題とは独立してそのまま（ソフトウェアまたはハードウェアへの埋め込みで）実装することもできるようになった。そのためデジタル信号処理は重要性を増しつつある。
信号と信号が運んでいる情報には強い関係があり、信号処理は情報処理と等価でもある。それが信号処理に幅広い用途がある理由である。DSPチップは、テレビ、ラジオ、携帯機器、音響機器、ノイズリダクションアルゴリズム、MP3プレーヤー、GPSカーナビゲーション、各種画像処理・音響処理・音声処理システムといった様々な電子機器に組み込まれている。

### 計算機工学

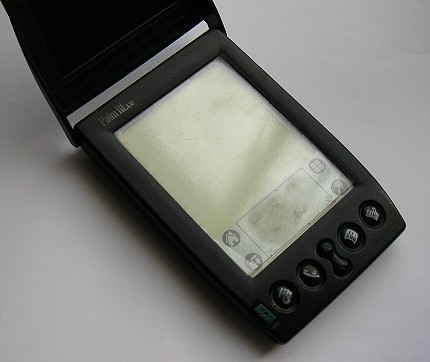
携帯情報端末

計算機工学は計算機の設計に関連する分野であり、電気工学とは電子式の計算機の設計という分野で関連づいている。新規ハードウェアの設計、携帯情報端末の設計、コンピュータを利用した生産システムの設計などがある。システムソフトウェアも計算機工学で扱う場合があるが、複雑なソフトウェアシステムの設計はソフトウェア工学の領域であり、両者は異なる分野とされている。パーソナルコンピュータの設計はこの分野のごく一部であり、コンピュータ的アーキテクチャの電子機器はゲーム機やDVDプレーヤーなど様々なものがある。

## 関連する学問分野
メカトロニクスは電気工学と機械工学の融合した工学分野である。電気機械式システムは様々な領域で利用されている。例えば、ファクトリーオートメーション、空調システム、航空機や自動車の各種サブシステムなどである。CDプレーヤーの記録トラックを追尾するためのレーザーの精密な位置決めは、振動や焦点のずれ、ディスク媒体の変形等を補償するよう設計された電子回路によって初めて実現できたものである。
微視的なメカトロニクスとしてMEMSがあり、今後発展が見込まれている。例えば、自動車のエアバッグの作動タイミングを決定する仕組み、プロジェクタの映像をより鮮明にする仕組み、高精細インクジェットプリンターのインク噴射ノズルなどがMEMSの応用である。
医用生体工学は、医療機器の設計を扱う関連分野である。人工呼吸器、MRIスキャナー、心電図モニターなどの医療用装置だけでなく、人工内耳、心臓ペースメーカー、人工心臓といった体内に埋め込む機器もある。
電気技術者の道具と理論は、数学および物理学を基礎にしている。特に電気現象の基礎として電磁気学、電気回路の解析手法である回路理論が必要不可欠である。また、量子力学、信号処理、制御理論、計算機科学などの知見も重要である。
電磁気学がほかの日常生活に関わっている例としては、携帯電話のアンテナの設計、磁気共鳴画像スキャナにおいて電磁石の正確な配置調整により電磁場の形成を制御することがあげられる。さらに電磁気学により実現できた技術として電子レンジがある。

## 学会
世界的規模では「The Institute of Electrical and Electronics Engineers (IEEE)米国電気電子学会」が電気関連の研究者の間で著名かつ最も有力な学会である。IEEEは非営利の研究団体であり、規格書、出版物や定期刊行物の発行や学会やワークショップの開催を行っている。IEEEの学会誌は数十種類に及ぶ各論に分かれて発行されている。IEEEは事実上世界最大の学会である。
海外では他に英国の「The Institute of Electrical Engineers (IEE)」がよく知られている。
日本の研究団体としては電力エネルギーに関係する分野では電気学会 (IEEJ) が、通信システム・電子デバイス・情報処理ではこれら分野を網羅する電子情報通信学会 (IEICE) が有名である。また電子工学分野では応用物理学会 (JSAP)、情報工学分野では情報処理学会 (IPSJ) で活動する研究者も多い。